# Puente Merah Putih
El puente Merah Putih (en indonesio Jembatan Merah Putih) es un puente atirantado localizado en Ambon, en la provincia de Molucas, Indonesia. El puente cruza la bahía de Ambon en la isla homónima, conectando la villa de Rumah Tiga (Poka) en el subdistrito de Sirimau por el norte, con Hative Kecil/Galala en el subdistrito de Teluk Ambon en el sur. Este puente es el puente más largo en la región oriental de Indonesia; siendo todo un hito de la ciudad.
La construcción comenzó el 17 de julio de 2011. El puente Merah Putih le costó al presupuesto estatal (APBN) alrededor de 779,2 mil millones de rupias (59,52 millones de dólares estadounidenses). El puente fue inaugurado por el presidente indonesio Joko Widodo el 4 de abril de 2016.
El puente tenía como objetivo reducir el tiempo de viaje entre el aeropuerto de Pattimura, en la península de Leihitu, en el norte, y el centro de la ciudad de Ambon, en la península de Lei Timur, en el sur. Anteriormente, antes de la construcción y finalización del puente Merah Putih, la distancia del Aeropuerto Internacional de Pattimura al centro de la ciudad de Ambon era de 35 kilómetros y se debían recorrer aproximadamente 60 minutos en coche alrededor de la bahía de Ambon. La alternativa es utilizar un ferry entre el pueblo de Rumah Tiga (Poka) y Galela, que tarda unos 20 minutos, sin incluir el tiempo de espera.

## Descripción técnica
La bahía de Ambon es una bahía estrecha y profunda que divide la isla de Ambon en dos penínsulas: la península más grande de Lei Hitu en el norte y la de Lei Timur en el sur, en una zona propensa a terremotos. La longitud del puente es de 1 140 metros y consta de tres partes: el puente de acceso en el lado del pueblo de Poka (norte) tiene una longitud de 520 metros, el puente de acceso en el lado del pueblo de Galala (sur) tiene una longitud de 320 metros y el puente principal tiene una longitud de 300 metros. El puente principal es un puente atirantado, con una distancia entre pilotes de 150 metros.

## Fases de construcción

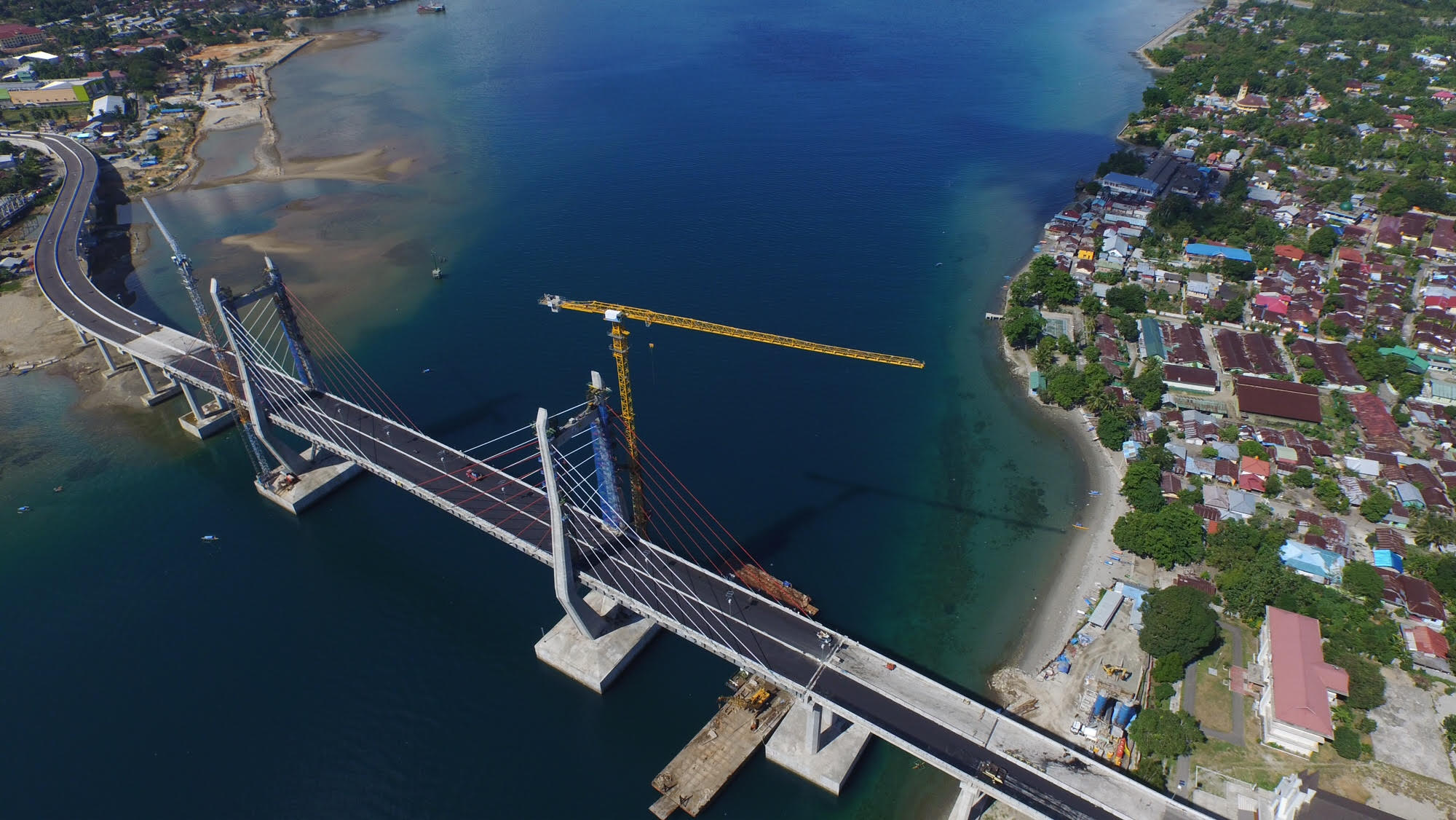
El puente Merah Putih en 2015, durante su construcción

Inicialmente se estimó que el puente costaría alrededor de Rp 416,75 mil millones y se esperaba que estuviera terminado en 2014, sin embargo, este cronograma anterior no se cumplió debido a problemas climáticos que impidieron la entrega de materiales para el puente. En junio de 2015, el 90% del puente estaba completado. El proceso de construcción del puente se retrasó debido al terremoto que sacudió Ambon el 29 de diciembre de 2015: el costo luego aumentó a Rp 779,2 mil millones. El puente fue finalmente terminado e inaugurado el 4 de abril de 2016.

## Nombre
El puente lleva el nombre de Bendera Merah Putih, la bandera de Indonesia. Pero hay otro significado detrás del nombre de este puente. Durante el conflicto sectario en las Molucas, entre 1999 y 2002, el grupo cristiano era llamado «grupo rojo», mientras que el grupo musulmán era llamado «grupo blanco». De esta manera, el puente debía convertirse en un símbolo de paz, unidad y solidaridad entre los molucanos.